# Julien MacDonald
Julien MacDonald (Merthyr Tydfil, 19 marzo 1971) è uno stilista gallese.

## Carriera
Dopo essersi diplomato alla Cyfarthfa High school di Merthyr Tydfil, Julien Macdonald sviluppa un forte interesse nel design della moda e approfondisce i suoi studi del settore alla Royal College of Art di Brighton. Dopo la laurea inizia viene assunto da Karl Lagerfeld per lavorare presso Chanel, collaborando come freelance anche per Alexander McQueen.
Nel 2000, prende il posto di Alexander McQueen come direttore artistico delle collezioni donna della casa di moda francese Givenchy, e nel 2001 viene nominato stilista inglese dell'anno. Fra le sue clienti più celebri si possono citare Joely Richardson, Kylie Minogue, Geri Halliwell, Shirley Bassey, Carmen Electra e Naomi Campbell. MacDonald viene anche scelto dalla British Airways per ridisegnare le uniformi degli assistenti di volo, adottate ufficialmente nel 2004. Partecipa anche come giudice nella trasmissione televisiva Project Runway. Nel giugno 2006 è stato premiato con un OBE per i suoi contributi al mondo della moda.

## Critiche
Macdonald è spesso stato oggetto di forti critiche per il suo largo utilizzo delle pellicce nelle sue creazioni. MacDonald ha dichiarato che la sua attività fallirebbe, se non ricorresse all'utilizzo delle pellicce. Le polemiche sono incrementate quando nel febbraio 2007 ha dichiarato di amare le pellicce, definendole un "bellissimo prodotto degli animali".